# Rodrigo Uría González
Rodrigo Uría González (Oviedo, 26 de noviembre de 1906 - Madrid, 17 de septiembre de 2001) fue un jurista español, una de las mayores autoridades sobre derecho mercantil.

## Biografía
Nació el 26 de noviembre de 1906 en Oviedo, en cuya Universidad se licenció en Derecho, realizando el doctorado en la Universidad Central de Madrid. Gracias a una beca de la Junta de Ampliación de Estudios, completó su formación sobre Derecho mercantil en Alemania e Italia entre 1931 y 1935.
A su vuelta a España se dedicó a la docencia, primero como profesor auxiliar y, en 1943, como catedrático de derecho mercantil en la Universidad de Salamanca. Combinó su labor docente con el ejercicio de la profesión en Madrid donde fundó el despacho de abogados Uría Menéndez. En 1952 obtuvo la cátedra en la nueva Facultad de Ciencias Políticas y Económicas de la Universidad Complutense de Madrid, puesto que ocupó hasta 1976, año de su jubilación.
Vocal de la Comisión General de Codificación y Consejero del Banco de España, fue vicepresidente de la Asociación Internacional de Derecho de Seguros. Formó parte de numerosas comisiones legislativas y, con ocasión de ello, elaboró innumerables trabajos y ponencias, entre las que cabe destacar el "Anteproyecto de Reforma de la Sociedad Anónima", del que fue coautor.
En 1990 fue galardonado con el Premio Príncipe de Asturias de Ciencias Sociales «por su perseverancia y ejemplar magisterio universitario en la formación de diversas generaciones de juristas y economistas, por su contribución permanente a la renovación del derecho privado y de los estudios jurídico-mercantiles y su fecunda obra científica, ampliamente reconocida en Europa y en la comunidad iberoamericana, que resumen una vida dedicada al servicio del derecho y la justicia».
Fue académico numerario de la Real Academia de Jurisprudencia y Legislación, abogado en ejercicio desde 1940, participando en la defensa de los intereses de España ante el Tribunal Internacional de La Haya, director de la Revista de Derecho Mercantil desde su fundación en 1946, y doctor honoris causa de la Universidad de Oviedo, que le otorgó dicho reconocimiento en 1982.
Falleció en Madrid el 17 de septiembre de 2001 como consecuencia de una larga enfermedad.
Padre del también jurista Rodrigo Uría Meruéndano.